# Un cuento chino
Un cuento chino és una pel·lícula coproducció hispano-argentina de comèdia dramàtica escrita i dirigida per Sebastián Borensztein i protagonitzada per Ricardo Darín, Muriel Santa Ana e Ignacio Huang. Va ser estrenada el 24 de març de 2011.

## Argument
A Fucheng, Xina, Jun (Ignacio Huang) i la seva promesa gaudeixen d'una cita en un enorme bot al llac. Quan Jun es disposa a buscar els anells per a proposar-li matrimoni, directament des del cel cau una vaca i s'estavella contra el bot, matant a la seva promesa.
Roberto (Ricardo Darín) és un malhumorat ferreter argentí, que té un fred contacte amb el món que l'envolta. Duu a terme una vida monòtona i passa el dia col·leccionant notícies insòlites del món publicades al diari, comptant els caragols que compra per a comprovar la quantitat i visitant als seus pares en el cementiri. Cada punt rep la visita de Mari (Muriel Santa Ana), una dolça dona que viu en el camp, enamorada d'ell, i amb qui va tenir una relació amorosa fugaç en el passat.
Un dia, prop de l'aeroport, Roberto es troba amb Jun, que acaba de ser llançat d'un taxi. Jun, que només parla el seu idioma matern, té una adreça escrita al braç i Roberto, encara que no entén xinès, decideix portar-lo en el seu automòbil. En el trajecte, Jun vomita i Roberto el tira al carrer i se'n va a casa seva, però més tard, quan veu que hi ha una forta pluja, retorna i aixeca a Jun per a portar-lo al seu destí. Quan arriben a la direcció, s'assabenta que la propietat va ser venuda per un xinès i que no saben res del seu parador. Roberto porta a Jun a la comissaria, on pretenen tancar al jove xinès en una cel·la. Enfront d'això i al fet que l'oficial al comandament el tracta malament, Roberto discuteix amb l'oficial, li pega un cop de cap, s'emporta a Jun i li permet que es quedi una nit a la seva casa.
L'endemà, Roberto i Jun visiten l'Ambaixada de la República Popular de la Xina, on li prenen les dades i prometen trobar al seu oncle. Roberto intenta sense resultat desfer-se de Jun deixant-lo en l'ambaixada. Després tots dos van al barri xinès on Jun pregunta sobre el seu oncle als comerciants, també sense resultat. Roberto el pren per set dies com el seu "ajudant" per treure les escombraries acumulades al seu pati, al cap dels quals s'haurà d'anar de la casa.
Als set dies, l'Ambaixada li notifica que han trobat al seu oncle i que vindran a buscar-lo el matí següent. Aquesta nit Mari es queda a menjar i demanen menjar xinès com a comiat per a Jun; quan arriba l'encarregat -que és xinès- li demanen que faci d'intèrpret per a entendre alguna cosa dels que diu Jun Al matí, arriba una família de xinesos. El cap de la família fa que un home cec baixi de la camioneta per reconèixer Jun tocant-li el rostre, però no reconeix Jun com el seu nebot ni aquest a aquell com el seu oncle.
Roberto tracta novament d'aconseguir respostes a l'Ambaixada, però qui els havia atès anteriorment ja no està, i com es posa nerviós, l'expulsen. Roberto dona una altra tasca a Jun: ha de netejar la peça que ell està ocupant. Lamentablement quan Jun està traient les escombraries que hi havia allí, trenca accidentalment un moble on Roberto guardava records de la seva mare. Tot seguit, Roberto porta a Jun a un taxi i li diu al taxista que el deixi al barri xinès. Aquest dia Mari visita a Roberto per a donar-li a Jun algunes fotos que s'havien pres junts en un passeig; quan Roberto li contesta que ja se n'ha anat, Mari li diu l'afortunat que va ser Jun en tenir algú que l'ajudés i també li diu que el vol. Roberto recapacita i buscarà a Jun però és interceptat pel policia que havia agredit anteriorment, qui a punta de pistola l'obliga a anar a un descampat on el colpeja. Jun, que havia vist la situació, intervé, colpeja al policia i salva a Roberto.
Roberto compra novament menjar xinès i deixa que l'encarregat mengi amb ells i oficiï d'intèrpret. Allí, Roberto li diu que es podrà quedar un temps més, que li pagarà classes d'espanyol i que quan sàpiga alguna cosa haurà de buscar treball. Jun li pregunta per què col·lecciona les notícies insòlites i Roberto li conta la seva història: la seva mare va morir quan ell va néixer, el seu pare —immigrant italià—, llegia un diari italià que li arribava tots els diumenges i en una notícia sobre la Guerra de les Malvines va veure una fotografia de Roberto com a soldsy. Quan Roberto va tornar de la guerra, es va assabentar que el seu pare havia mort d'una aturada cardíaca aquell dia, impressionat perquè ignorava que el seu fill estava sl front de batalla. Roberto li diu que la vida és un absurd i li mostra les notícies que havia recol·lectat, entre elles la d'un avió que robava vaques a la Xina: en escapar un grup de pagesos els segueix i li dispara a l'avió en ple vol, s'obre la porta posterior, cauen dues vaques i una d'elles mata a una noia, qui resulta ser la promesaa de Jun.
Sorprès en descobrir que la notícia parlava de la tragèdia de Jun, Roberto s'emborratxa i comença a comptar els caragols com sempre feia. L'endemà al matí, crida una persona que diu ser l'oncle de Jun i que viu a Mendoza: el nebot es posa al telèfon i el confirma, per la qual cosa Roberto li compra un passatge d'avió i tots dos amics s'acomiaden amb una encaixada. Quan l'endemà Leonel, el cunyat de Mari li porta el periòdic, Roberto li compta el succeït i s'assabenta que Mari havia tornat al camp.
Aquesta nit, Roberto descobreix al pati posterior una vaca ben dibuixada per Jun (ja que havia estat artista) en la paret que li havia pintat: això li fa reflexionar i l'última escena mostra a Roberto retrobant-se amb Mari al camp.

## Repartiment
- Ricardo Darín... Roberto
- Muriel Santa Ana... Mari
- Ignacio Huang... Jun
- Pablo Seijo... Cliente
- Iván Romanelli... Leonel
- Vivian El Jaber... Rosa
- Enric Cambray... Roberto Joven

## Controvèrsia
El 26 de novembre de 2013, la Cambra del Crim de la ciutat de Buenos Aires va sobreseure als administradors del lloc web YouTube en una publicació de la pel·lícula per reclams d'autor, després d'una acusació pels beneficis econòmics que van obtenir.
La productora Pampa Films va sostenir que el lloc web va publicar la pel·lícula durant nou mesos, va tenir 196.966 visites i es va beneficiar per les publicitats que promociona i va denunciar als administradors de YouTube, els responsables de Google i l'usuari que va publicar la pel·lícula. Però els camaristes Gustavo Bruzzone, Rodolfo Pociello i Mirta Lopez González van confirmar una fallada de primera instància, el qual havia arxivat la denúncia, i van sobreseure per inexistència de delicte als deu denunciats, la qual cosa va donar per tancada la causa.

## Estrena

### Exhibició en festivals
La pel·lícula va competir en tres festivals internacionals de cinema, el Festival de Cinema Tribeca de Doha que va tenir lloc a Catar entre el 25 i el 29 de novembre, Festival Internazionale di Roma que fins al 4 de novembre va tenir lloc en la capital italiana i del 10 al 20 de novembre de 2011, va integrar la graella del Festival Internacional de Cinema de Mannheim Heidelberg (Alemanya).

## Premis
| estival                                                                                              | Premi                                             |
| --- | ------------------------------------------------- |
| Festa del Cinema di Roma 2011                                                                        | Premi Marc'Aurelio d'Or del jurat al millor film  |
| Festa del Cinema di Roma 2011                                                                        | Premi Marc'Aurelio d'Or del públic al millor film |
| Premios Goya 2012                                                                                    | Millor pel·lícula hispanoamericana                |
| Truckavets Festival Internacional Cinema "Corona Carpats" 2011 Arxivat 2020-02-23 a Wayback Machine. | Gran Premi                                        |
| Premi Sur                                                                                            | Millor pel·lícula                                 |
| Festival Internacional de Mannheim-Heidelberg                                                        | Premi a Millor pel·lícula Premi del públic        |